# ヒュウガトウキ
ヒュウガトウキ（学名: Angelica tenuisecta var. furcijuga）は、セリ科シシウド属の草本の一種である。日本の宮崎県で発見され、山人参の名で民間薬として利用される。

## 特徴

### 生態
ヒュウガトウキは3年以上は育たない。親株は3年目に開花、結実し枯れていく。その間、同じ場所で子株の1-2年ものが随時成長し、この子株もまた3年目に開花結実し枯れていく。草丈は2メートル近くまで生長する。

### ヒュウガトウキとイヌトウキ
ヒュウガトウキはかつてはイヌトウキ（Angelica shikokiana Makino ex Y.Yabe）と誤認され、生薬系の学会や健康雑誌にもイヌトウキとして紹介されてきた。これは日本植物分類学の父である牧野富太郎が、江戸時代にウヅと呼ばれていた日本山人参をイヌトウキと定義づけしたのが始まりであったためである。しかし1971年、植物学者北川政夫は宮崎県産のシシウド属にイヌトウキとは異なる新種が存在するとし、これを Angelica furcijuga として発表し、その和名をヒュウガトウキと命名した。ヒュウガトウキのホロタイプは元々宮崎県尾鈴山に生育していた個体が植物園での栽培下に置かれ、長沢光男によりもたらされたものであり、茨城県つくば市の国立科学博物館植物標本室（筑波実験植物園）に収蔵されている。なお北川が行ったのはあくまでもヒュウガトウキの新種としての記載であるが、これは1999年に大場秀章による分類見直しの結果カワゼンゴ（Angelica tenuisecta (Makino) Makino）という種の亜種にあたると判断された。
日本薬学界においては日本山人参がどの種にあたるかに関して混乱が見られた。1985年 (昭和60年)、セリ科植物の分類を専門としていた廣江美之助理学博士の協力で行われた調査では、日本山人参はイヌトウキであると報告された。しかし1993年 (平成5年)、宮崎大学農学部教授であった志田庄二郎らは調査の結果、日本山人参はヒュウガトウキに由来するものであると訂正発表を行った。さらに1995年 (平成7年)、先述の通り馬場も学会発表において日本山人参をヒュウガトウキであるとした。2004年3月 (平成16年)「医薬品の範囲に関する基準の一部改正（薬食発第0331009号）」の中で、ヒュウガトウキの種が特定され、学名が明らかにされた。これにより「イヌトウキ」との学名論争に終止符が打たれることとなった。

## 呼称の由来
属名 Angelica の由来に関してはシシウド属を参照。この属の植物は強心剤として著効のあるものがあり、死者をも蘇らせるとたとえられることから日本山人参という地方名が名付けられた。

## 利用
根は医薬品として利用される。
本草学者の賀来飛霞が著した『高千穂採薬記』によると、1845年、延岡内藤藩（現在の宮崎県）での薬草調査の折に「発見」、薬草園に植え付けたという。
2002年11月 (平成14年)「医薬品の範囲に関する基準の一部改正（医薬発第1115003号）」の中で、「ヒュウガトウキ（根）」が「専ら医薬品として使用される成分本質(原材料)」リストに追加され、健康食品としての使用は不可能となった。